# Stierna
Stierna var en uradlig svensk adelsätt, introducerad 1625 som nummer 77, ätten utslocknade år 1749.

## Ofullständig släkttavla med utvalda medlemmar
Enligt Gabriel Anrep:
1. Hövitsmannen och häradshövdingen i Västra härad  Nils Gregersson (1400-1431) till Säby i Bäckaby socken i Småland, som förde en femuddig stjärna i sitt vapen. 
  1. Han son Måns Nilsson Stierna till Säby vilken nämndes 1463 när han beseglade ett gåvobrev till Nydala kloster, förde en sexuddig stjärna i sitt vapen.
    1. Hans son Peder Månsson den äldre till Säby, Räfvesjö och Härstad var väpnare, häradshövding i Västra härad och 1503 omnämnd som riksföreståndaren Svante Stures sven. Han var gift med Estrid Arvidsdotter, dotter till riksrådet Arvid Knutsson (sparre över stjärna) och dennes hustru som tillhörde ätten Stenbock.  
      1. Deras dotter Estrid Stierna var gift med Isak Birgersson till Älmtaryd (Halvhjort av Älmtaryd) som levde 1550.[1]
      2. Sonen och väpnaren Anders Pedersson (Stierna), till Hov och Säby var gift med Kerstin Esbjörnsdotter av släkten Bååt. [2]
        1. Deras dotter Ingrid Jönsdotter var gift med Bo Andersson (Oxehufvud) till Hov i Hällstads socken. [2]

      3. Sonen Måns Pedersson till Säby, Eskilstorp och Härstad, Fogde i Uppsala län 1535–1537, blev under Dackefejden tillfångatagen och köpte sig fri utan konungens tillstånd, varför han förlorade sin förläning. 
        1. Sonen Göran Månsson Stierna till Eskilstorp och Bolmsnäs var häradshövding i Östbo härad och deltog sannolikt i slaget vid Stångebro. Han var ståthållare i Kronobergs och Jönköpings län 1612 till sin död 1617.
          1. Dennes son Anders Göransson Stierna till Bolmsnäs och Eskilstorp samt Säby i Bäckaby socken, introducerades 1625 på Sveriges Riddarhus  på nummer 44 vilket senare ändrades till nummer 77. Han var gift tre gånger och äldsta sonen från första giftet, Göran Stierna till till Bolmsnäs, Eskilstorp och Revesjö(holm) ärvde de flesta gårdarna, två söner avled i strider, medan tre av Anders Göransson Stiernas yngsta söner med tredje frun ansågs såsom ofrälse, men de adlades 1662 med namnet Stiernelodh på nr 759.